# Kyvadlo
Kyvadlo je těleso volně otočné kolem pevné vodorovné osy neprocházející jeho těžištěm. Pokud je takové těleso vychýleno v gravitačním poli z rovnovážné polohy, koná kývavý pohyb. Při něm se střídavě mění potenciální energie kyvadla v kinetickou energii kyvadla a naopak.
Této definici odpovídá fyzikální kyvadlo.

## Příklad

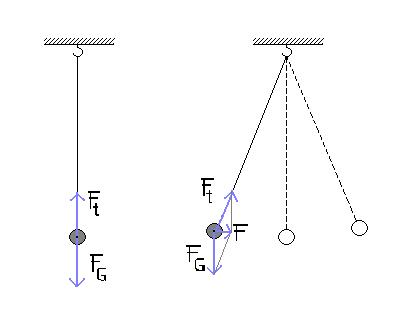
Kyvadlo v ustáleném (vlevo) a kmitajícím stavu (vpravo).

Příkladem kyvadla může být kulička zavěšená na tenkém provázku. Je to model mechanického oscilátoru. Volně zavěšená kulička je v rovnovážné poloze, kdy se tíhová síla {\displaystyle \mathbf {F} _{G}} rovná tahové síle {\displaystyle \mathbf {F} _{t}} závěsu. Pokud kyvadlo z rovnovážné polohy vychýlíme, vznikne složením sil {\displaystyle \mathbf {F} _{G}} a {\displaystyle \mathbf {F} _{t}} výslednice {\displaystyle \mathbf {F} }, která směřuje do rovnovážné polohy a vytváří tak kmitavý pohyb kyvadla. Po vychýlení se kyvadlo periodicky vrací do své rovnovážné polohy, kde má největší rychlost, a pohybuje se dál, dokud nedosáhne největší výchylky, a pak se znovu vrací do rovnovážné polohy.

## Matematické kyvadlo
V teorii kmitání se používá modelová představa kyvadla tvořeného hmotným bodem zavěšeným na tuhém závěsu o zanedbatelné hmotnosti. Tento abstraktní model reálného kyvadla nazýváme matematické kyvadlo. Odvozené vztahy pro periodu kyvadla platí přesně jen pro matematické kyvadlo.
Perioda, tedy doba kmitu matematického kyvadla, je přímo úměrná druhé odmocnině z délky závěsu. Pro periodu, popř. frekvenci platí vztah:
{\displaystyle T=2\pi {\sqrt {l \over g}}\qquad nebo\qquad f={1 \over 2\pi }{\sqrt {g \over l}}}
Perioda kmitání kyvadla nezávisí na hmotnosti zavěšeného kyvadla.

## Použití
- Kyvadlo a zákonitosti jeho pohybu umožnily konstrukci přesných kyvadlových hodin, které umožňovaly měřit čas mnohem přesněji než předchozí modely. Poprvé bylo použito v roce 1656. Zastaralým nebo lidovým způsobem bývá nazýváno kyvadlo kyvadlových hodiny (též pendlovky) slovem perpetlík.
- Kyvadlo se uplatnilo při konstrukci seismografu.
- Foucaultovo kyvadlo je kyvadlo umožňující experimentálně ověřit otáčení Země.